# تپه ولی‌آباد کوله مرز
تپه ولی آباد کوله مرز مربوط به دوران‌های تاریخی پس از اسلام است و در شهرستان دلفان، بخش مرکزی، روستای ولی آباد کوله مرز واقع شده و این اثر در تاریخ ۲۳ بهمن ۱۳۸۰ با شمارهٔ ثبت ۴۷۷۷ به‌عنوان یکی از آثار ملی ایران به ثبت رسیده است.